# Dragon Ball: Saikyō e no michi
Dragon Ball: Saikyō e no Michi (ドラゴンボール 最強への道 Doragon Boru Saikyō e no Michi?, tdl. Dragon Ball: El camino para convertirse en el más fuerte) es una película de anime japonesa de 1996 y el decimoséptimo largometraje de animación basado en el manga Dragon Ball de Akira Toriyama. siguiendo las primeras tres películas de Dragon Ball y trece películas de Dragon Ball Z, y la última película de la serie para usar la animación cel. Es una reboot de la serie de anime original de Dragon Ball, esta película es un reinicio, tomando prestados los elementos de la primera búsqueda de Dragon Ball y la posterior historia de Red Ribbon. 
Primero fue lanzado en Japón el 2 de marzo de 1996 en la Feria de Anime Toei, junto con la versión cinematográfica de Una historia de barrio. La película fue producida para conmemorar el décimo aniversario del anime original de Dragon Ball. También fue la última película de Dragon Ball estrenada en cines producida hasta el lanzamiento de Dragon Ball Z: La batalla de los dioses en 2013. Cabe destacar que se realizó con la misma técnica que Dragon Ball GT, e incluso Goku aparece vestido idéntico que en esta serie.

## Argumento
Son Goku es un niño de cola de mono con fuerza sobrehumana y experto en artes marciales, que vive solo en el monte Paozu. Un día, después de pescar un pez para comer, una chica en un auto (Bulma) casi lo golpea. Él confunde el auto con un monstruo y lo arroja de costado, pero Bulma le dispara a cambio. Él imagina que es una especie de demonio, pero ella logra convencerlo de que es humana, aunque no tiene cola. Recordando el consejo de su abuelo muerto de ser amable con las chicas, la invita a su casa, y ella va directamente a buscar su único recuerdo. Cuando entran a la casa, Son Goku le muestra a Bulma una bola naranja brillante que él cree que es su abuelo. De repente, Bulma cobra vida y le pregunta si puede tener la pelota. Cuando Son Goku protesta, ella trae dos "abuelos" más, y le explica la leyenda de las Dragon Balls y el Dragón Eterno. Ella se ofrece a dejar que la sienta para que él la acompañe, pero cuando eso no funciona, le dice que lo ayudará a volverse más fuerte. Él está de acuerdo, comenzando así un viaje que le cambiará la vida.
Más tarde, en el bosque, se ven obligados a detenerse a causa de un toro/buey en el camino, que demanda a la niña. Son Goku termina luchando contra la criatura, que se convierte en un robot y luego en un murciélago. Desafortunadamente, para entonces, sus cinco minutos terminaron y se convierte de nuevo en Oolong, el cerdo. Sin embargo, no hay tiempo para disculpas, porque Yamcha ataca. Él exige todas las cápsulas y el dinero que tienen, pero no antes de que Puar reconozca a Oolong y le grite por sus payasadas pervertidas en la Escuela de Cambio de Forma. Yamcha pelea con Son Goku, y parece tener la ventaja, hasta que Bulma se despierta. Esto lo pone en un estado de shock y se ve obligado a retirarse con la ayuda de Puar.
Bulma, Oolong y Son Goku están conduciendo hacia el norte hacia el próximo esfera del dragón, solo para descubrir una enorme torre de metal en la distancia (Yamcha y Puar, que los han estado siguiendo, se quedan en una cueva cercana para mantenerse calientes). Los soldados salen y les "dan la bienvenida" a Muscle Tower, y Son Goku los toma a todos de frente. Al entrar en la torre, se encuentra con el Mayor Metallitron. Sin embargo, lo ignora rápidamente y descubre (para su sorpresa) que Metallitron era un robot. El general White del Ejército de la Red Ribbon, y las fuerzas restantes se apresuran hacia Son Goku, pero él los atraviesa a todos, hasta la habitación de White. White luego activa la creación más mortífera de la torre: Androide 8. El androide casi estrangula a Son Goku, aunque se niega a matarlo cuando se le ordena. Como resultado, White amenaza con detonar al androide, pero Son Goku interviene y lo salva. Los dos hacen amigos rápidamente, con Androide 8 explicando que no cree en pelear o matar. Son Goku se queja de que su nombre es extraño, por lo que lo apoda "Octavio" para abreviar. Esto termina en una pelea de bolas de nieve entre los dos mientras las fuerzas atadas (incluida White) observan.
Algún tiempo después, mientras conducían en la casa rodante de Oolong, casi atropellan (y luego casi se caen de un acantilado debido a) una tortuga. Explica que está bastante perdido y necesita ayuda para volver al mar. Después de que lo llevan allí, dice que tiene una recompensa que traerá consigo al día siguiente. Entonces, Oolong, Son Goku y Bulma pasan la noche en la playa. Son Goku se despierta temprano en la mañana e intenta dormir en el regazo de Bulma, pero se asusta cuando le quita las bragas y descubre su falta de genitales masculinos. Esa mañana, Tortuga regresa con su "recompensa": el Maestro Roshi, el Ermitaño Tortuga. Primero intenta convocar al nube voladora para ellos, pero cuando eso falla (aparentemente murió), invoca la nube voladora. Son Goku es el único del grupo que puede montarlo, por lo que se convierte en suyo.
Mientras Son Goku se va en el Nimbus, Bulma descubre que el anciano tiene una Dragon Ball. Él se ofrece a soltarlo solo si ella le muestra su ropa interior. Ella está de acuerdo, sin saber que no tiene ninguna, y tanto Roshi como Oolong están gratamente sorprendidos. Ella está horrorizada después de que entra a cambiarse y encuentra su ropa interior todavía dentro. Sin embargo, no hay tiempo para una explicación, porque el general Blue del Red Ribbon Army ataca con una flota de acorazados. Cuando la situación parece casi desesperada, Roshi decide usar su legendaria ola Kamehameha. Él diezma a toda la flota con él, pero Blue luego ordena a su ejército de submarinos que ataque. Sin embargo, Son Goku logra aprender el Kamehameha por sí mismo y destruye una gran cantidad de submarinos con él. Pero justo cuando su situación está mejorando, Son Goku es noqueado por un misil, y Bulma, Yamcha, Oolong, Puar y Roshi son capturados por los soldados de Blue. Los cinco son llevados a prisión cerca del cuartel general de Red Ribbon. A la mañana siguiente, Son Goku se despierta con el pitido del radar. Al encontrarse solo, se lanza en busca de las otras seis Dragon Balls (Blue, habiendo perdido la de la persona de Son Goku, es ejecutado por su fracaso). Son Goku lucha a través de legiones y legiones de soldados de la Cinta Roja, mientras que los demás intentan escapar de la prisión.
Finalmente, logran salir, para descubrir a Son Goku (cargando una pila de tanques) allí para recibirlos. Mientras Son Goku se abre camino hacia el cuartel general de Red Ribbon, el Comandante Red y el Oficial Black se retiran con sus seis Dragon Balls a su último refugio. Pero cuando Black se entera del verdadero deseo de Red: volverse más alto, Black le dispara y jura convertir al Ejército de la Cinta Negra en el gobernante del mundo. Saca la mayor arma del ejército, un robot gigante. El arma del rayo del robot destruye una gran franja de territorio en su camino y casi mata a Son Goku, hasta que logra golpearlo en su estómago y detonar el cañón. Sin embargo, Black y su robot aún no han salido, y Son Goku finalmente es noqueado. Afortunadamente, aparece Androide 8. Pone todo lo que tiene para evitar que el robot mate al niño, pero está bastante claro que no es rival. Las partes comienzan a volar fuera de él, y aterriza en un montón arrugado, junto a Son Goku.
Son Goku vuelve, solo para ver morir al androide. Entristecido y enfurecido por el sacrificio de Octavio, un nuevo mundo de poder se despierta repentinamente dentro de Son Goku, mientras el suelo tiembla con sus gritos torturados. Black comete el error de incitarlo, y Son Goku lo remata con un Kamehameha gigantesco. Después de que el polvo se asienta, el Dragón Eterno Shenlong es convocado, pero Bulma y Yamcha se dan cuenta de que ya no necesitan sus deseos. Son Goku luego ofrece su propio deseo en su lugar: revivir a Octavio y quitar la bomba dentro de él.

## Personajes
| - Son Gokū - Bulma - Oolong - Yamcha | - Puar - Rōshi - Shenlong - Tortuga | - Comandante Red - Asistente Black - General Blue - General White | - Sargento Metallic - Hatchan (#8) - Coronel Violet |

## Reparto
| Personaje            | Actor de voz (Japón) | Doblaje (Hispanoamérica) | Doblaje (España)        |
| -------------------- | -------------------- | ------------------------ | ----------------------- |
| Son Goku             | Masako Nozawa        | Laura Torres             | Ana Cremades            |
| Bulma                | Hiromi Tsuru         | Rocío Garcel             | Nonia de la Gala        |
| Yamcha               | Tōru Furuya          | Óscar Flores             | Paco Cardona            |
| Kame Sennin          | Kōhei Miyauchi       | Jesús Colin              | Mariano Peña            |
| Oolong               | Naoki Tatsuta        | Ernesto Lezama           | Antonio Ichausti        |
| Tortuga              | Daisuke Gōri         | Ernesto Lezama           | Alberto Hidalgo         |
| Puar                 | Naoko Watanabe       | Cristina Camargo         | Antonia Martínez Zurera |
| Octavio / Androide 8 | Shōzō Iizuka         | Mario Sauret             | Alberto Hidalgo         |
| Comandante Red       | Kenji Utsumi         | Roberto Sen              | Jesus Prieto            |
| Asistente Black      | Masaharu Satō        | José Luis Castañeda      | Jorge Tomé              |
| Sargento Metalic     | Hisao Egawa          | José Luis McConnell      | Antonio Ichausti        |
| Comandante White     | Hirohiko Kakegawa    | Rafael Rivera            | Jesus Prieto            |
| General Blue         | Bin Shimada          | Salvador Delgado         | Alberto Hidalgo         |
| Coronel Violeta      | Kazuko Sugiyama      | Belinda Martínez         | Nonia de la Gala        |
| Shen Long            | Kenji Utsumi         | Abel Rocha               | Jesus Prieto            |
| Narrador             | Jōji Yanami          | Joaquin Martal           | Jorge Tomé              |

## Música
Tema de cierre (ending)
- "DAN DAN Kokoro Hikarete ku" (DAN DAN 心魅かれてく?) por Field of View

Trailer promocional
- Sepia (セピア?) por Field of View
- Think of Myself por Field of View

## Recepción
Dragon Ball: Saikyō e no Michi ha recibido críticas positivas de parte de la audiencia. En el sitio IMDb los usuarios le han dado una puntuación de 7.5/10, con base en más de 1200 votos. En Anime News Network tiene una puntuación aproximada de 7/10 (bueno) basada en 365 votos, mientras que en MyAnimeList tiene una calificación de 7.3/10, con base en 14 004 votos.